# Komoran
Komoran of Silam is een vlak, moerassig eiland met een oppervlakte van 695 km² voor de zuidoostkust van de Indonesische provincie Papoea. Het is gelegen tussen de zuidoostkust van Yos Sudarso en het vasteland. Het wordt van Yos Sudarso gescheiden door de Straat Buaya.